# Боствік (Джорджія)
Боствік (англ. Bostwick) — місто (англ. town) в США, в окрузі Морган штату Джорджія. Населення — 378 осіб (2020).

## Географія
Боствік розташований за координатами 33°44′16″ пн. ш. 83°30′50″ зх. д. / 33.73778° пн. ш. 83.51389° зх. д. (33.737696, -83.513900).  За даними Бюро перепису населення США в 2010 році місто мало площу 8,13 км², з яких 8,09 км² — суходіл та 0,04 км² — водойми.

## Демографія
Згідно з переписом 2010 року, у місті мешкало 365 осіб у 140 домогосподарствах у складі 102 родин. Густота населення становила 45 осіб/км².  Було 152 помешкання (19/км²).
Расовий склад населення:
| - 83,0 % — білих - 12,6 % — чорних або афроамериканців |

До двох чи більше рас належало 4,1 %. Частка іспаномовних становила 2,2 % від усіх жителів.
За віковим діапазоном населення розподілялося таким чином: 22,2 % — особи молодші 18 років, 62,5 % — особи у віці 18—64 років, 15,3 % — особи у віці 65 років та старші. Медіана віку мешканця становила 44,1 року. На 100 осіб жіночої статі у місті припадало 101,7 чоловіків;  на 100 жінок у віці від 18 років та старших — 102,9 чоловіків також старших 18 років.
Середній дохід на одне домашнє господарство  становив 145 844 долари США (медіана — 82 188), а середній дохід на одну сім'ю — 173 741 долар (медіана — 98 750). За межею бідності перебувало 14,6 % осіб, у тому числі 7,7 % дітей у віці до 18 років та 21,2 % осіб у віці 65 років та старших.
Цивільне працевлаштоване населення становило 212 особи. Основні галузі зайнятості: освіта, охорона здоров'я та соціальна допомога — 35,4 %, роздрібна торгівля — 18,4 %, публічна адміністрація — 9,4 %, мистецтво, розваги та відпочинок — 8,5 %.